# Laura Prepon
Laura Prepon (Watchung, Nova Jersey, 7 de març de 1980) és una actriu estatunidenca coneguda pel seu paper de la Donna Pinciotti a la sèrie That '70s Show i a l'Alex Vause a la sèrie Orange Is the New Black. En una entrevista de 2007 va declarar que és seguidora de la Cienciologia. A finals de 2013 se la va relacionar amb l'actor Tom Cruise, també cienciòleg, tot i que el representant d'aquest va negar que estiguessin mantenint una relació sentimental. Els seus pares són Marjorie i Michael Prepon; és la més petita de 5 germans: Brad, Danielle, Jocelyn i Stephanie és descendent de jueus-russos i catòlics-irlandesos-anglesos.

## Filmografia i Carrera
| Any          | Títol                          | Personatge                | Notes                                                |
| ------------ | ------------------------------ | ------------------------- | ---------------------------------------------------- |
| 1998-2006    | That '70s Show                 | Donna Pinciotti           | Sèrie de televisió                                   |
| 2001         | Southlander                    | Seven Equals Five         |                                                      |
| 2002         | Slackers                       | Reanna                    |                                                      |
| 2004         | Lightning Bug                  | Angevin Duvet             |                                                      |
| 2004         | The Pornographer: A Love Story |                           |                                                      |
| 2004         | King of the Hill               | April (veu)               | Sèrie de televisió. Episodi: "Talking Shop"          |
| 2005         | Romancing the Bride            | Melissa                   | Telefilm                                             |
| 2006         | Come Early Morning             | Kim                       |                                                      |
| 2006         | Karla                          | Karla Homolka             |                                                      |
| 2007         | Once Upon a Time               | The Witch                 | Curtmetratge                                         |
| 2007         | The Chosen One                 | Rachel Cruz (veu)         |                                                      |
| 2007-2008    | October Road                   | Hannah Jane Daniels       | Sèrie de televisió                                   |
| 2009         | In Plain Sight                 | Lauren Hefferman          | Sèrie de televisió. Episodi: "A Frond in Need"       |
| 2009-2010    | How I Met Your Mother          | Karen                     | Sèrie de televisió. 3 episodis                       |
| 2010         | Medium                         | Kira Hudack               | Sèrie de televisió. Episodi: "How to Beat a Bad Guy" |
| 2010         | House                          | Frankie                   | Sèrie de televisió. Episodi: "Private Lives"         |
| 2011         | The Killing Game               | Eve Duncan                | Telefilm                                             |
| 2011         | Castle                         | Natalie Rhodes/Nikki Heat | Sèrie de televisió. Episodi: "Nikki Heat"            |
| 2011         | Love Bites                     | Alex                      | Sèrie de televisió. Episodi: "Keep on Truckin'"      |
| 2012         | Lay the Favorite               | Holly                     |                                                      |
| 2012         | The Kitchen                    | Jennifer                  |                                                      |
| 2012         | Are You There, Chelsea?        | Chelsea Newman            | Sèrie de televisió                                   |
| 2012         | Men at Work                    | Hannah                    | Sèrie de televisió. Episodi: "Plan B"                |
| 2013-present | Orange is the new Black        | Alex Vause                | Sèrie de televisió                                   |

La seva primera feina com a actriu va ser a un anunci per a WorldCom. El 1996 va rebre classes de teatre al Total Theatre Lab amb l'actiu Caroline Thomas.
Prepon va aparèixer com a Donna Pinciotti a la sèrie de FOX That '70 Show.
El 2012 va aparèixer a Are you there, Chelsea? Interpretant a Chelsa Newman. Al març del 2009 va col·laborar en dos episodis de la sèrie de CBS Records How I Met Your Mother al paper de Karen, una xicota de la joventut del protagonista, Ted Mosby. Ella va realitzar la veu d'alguns presolatges de les sèries de televisió American Dad! i King of the Hill, també la seva preciosa veu apareix com un personatge del videojoc Halo 2.
El 2011 va aparèixer en un episodi de Nikki Heat a la famosa sèrie de televisió de Castle. En aquesta, és una actriu que necessita documentar-se sobre la veritable Nikki Heat/Kate Beckett (Stana Katic) per poder interpretar-la en una de les seves pel·lícules basades en els llibres de Richard Castle (Nathan Fillion).
El 2012 va aparèixer com a actriu convidada al programa Men at Work del seu antic company a Aquellos maravillosos 70, Danny Masterson, interpretant a la Hannah en l'episodi "Pla B".
Del 2013 a l'actualitat interpreta el personatge de la reclusa lesbiana Alex Vause en la sèrie original de Netflix Orange Is the New Black.

## Vida personal
Prepon va sortir amb el Christopher Materson durant set anys, 2000-2007. Actualment està casada amb l'actor Ben Foster, amb qui té una filla, nascuda al 2017.